# Flowers (album)
Flowers is een compilatiealbum van The Rolling Stones. Het werd in 1967 uitgegeven in de Verenigde Staten. Het is hun achtste studioalbum. Het album is een mengsel van eerdere opgenomen nummers.
Drie nummers waren nog niet uitgegeven: "My Girl" van de Out of Our Heads- en Between the Buttons-sessies, "Ride On, Baby" en "Sittin' On A Fence" van de Aftermath-sessies.
De titel refereert aan de cover van het album met bloemstelen onder het portret van elk bandlid. Bassist Bill Wyman zei dat Mick Jagger en Keith Richards ervoor hadden gezorgd dat de stengel van Brian Jones geen blaadjes had, als grap bedoeld.
Flowers bereikte nummer 3 in Amerika durende de laten zomer van '67. Later werd het een gouden plaat. In augustus 2002 werd het album geremasterd en werd een werd een sacd-Digi-pack, vervaardigd door ABKCO Records.

## Nummers
Alle nummers zijn geschreven door Mick Jagger en Keith Richards tenzij anders is aangegeven.
1. Ruby Tuesday – 3:17
  - Een single uit januari 1967, verscheen ook op de Amerikaanse versie van het album Between the Buttons
2. Have You Seen Your Mother, Baby, Standing in the Shadow? – 2:34
  - Een single uit september 1966
3. Let's Spend the Night Together – 3:36
  - Een single uit januari 1967, verscheen ook op de Amerikaanse versie van het album Between the Buttons
4. Lady Jane – 3:08
  - Eerder uitgegeven op het album Aftermath, in 1966
5. Out of Time – 3:41
  - Een ingekorte versie van de originele versie die werd uitgegeven op de Britse versie van het album Aftermath, in 1966
6. My Girl (Smokey Robinson/Ronald White) – 2:38
  - Nog niet eerder uitgegeven, opgenomen in 1965
7. Back Street Girl – 3:26
  - Eerder uitgegeven op de Britse versie van het album Between the Buttons
8. Please Go Home – 3:17
  - Eerder uitgegeven op de Britse versie van het album Between the Buttons
9. Mother's Little Helper – 2:46
  - Eerder uitgegeven op de Britse versie van het album Aftermath
10. Take It or Leave It – 2:46
  - Eerder uitgegeven op de Britse versie van het album Aftermath
11. Ride On, Baby – 2:52
  - Nog niet eerder uitgegeven. Opgenomen in 1965
12. Sittin' On A Fence – 3:03
  - Nog niet eerder uitgegeven. Opgenomen in 1965

## Hitlijsten

### Album
| Jaar | Hitlijst             | Notering |
| ---- | -------------------- | -------- |
| 1967 | Billboard Pop Albums | 3        |